# Robertsonites tuberculatus
Robertsonites tuberculatus är en kräftdjursart som först beskrevs av Georg Ossian Sars 1866.  Robertsonites tuberculatus ingår i släktet Robertsonites och familjen Trachyleberididae. Arten är reproducerande i Sverige. Inga underarter finns listade i Catalogue of Life.